# شانیسا دیویس ویلیامز
شانیسا دیویس-ویلیامز (به انگلیسی: Shanesia Davis-Williams) (همچنین شانیسا دیویس، شانسیا دیویس، و شین ویلیامز؛ زاده ۳۰ سپتامبر ۱۹۶۶) یک بازیگر آمریکایی است.
از فیلم‌های معروف او می‌توان به بازی در مجموعهٔ تلویزیونی در برابر آینده و تاکسی شیکاگو اشاره کرد.

## زندگی شخصی
شانیسا دیویس-ویلیامز در ۳۰ سپتامبر ۱۹۶۶ در دیترویت، میشیگان زاده شد و در سال ۲۰۰۵ در شیکاگو زندگی می‌کرد.

## حرفه
دیویس-ویلیامز در فیلم، صحنه و تلویزیون بازی کرده است. در سال ۱۹۹۸، دیویس-ویلیامز توسط آژانس گدس معرفی شد. تا مارس ۲۰۱۹، او بیشتر به عنوان ماریسا کلارک شناخته می‌شد، نقش بازیگر زنی که در سریال تلویزیونی نسخهٔ اولیه CBS بازی کرد.